# I Wanna Be Loved by You

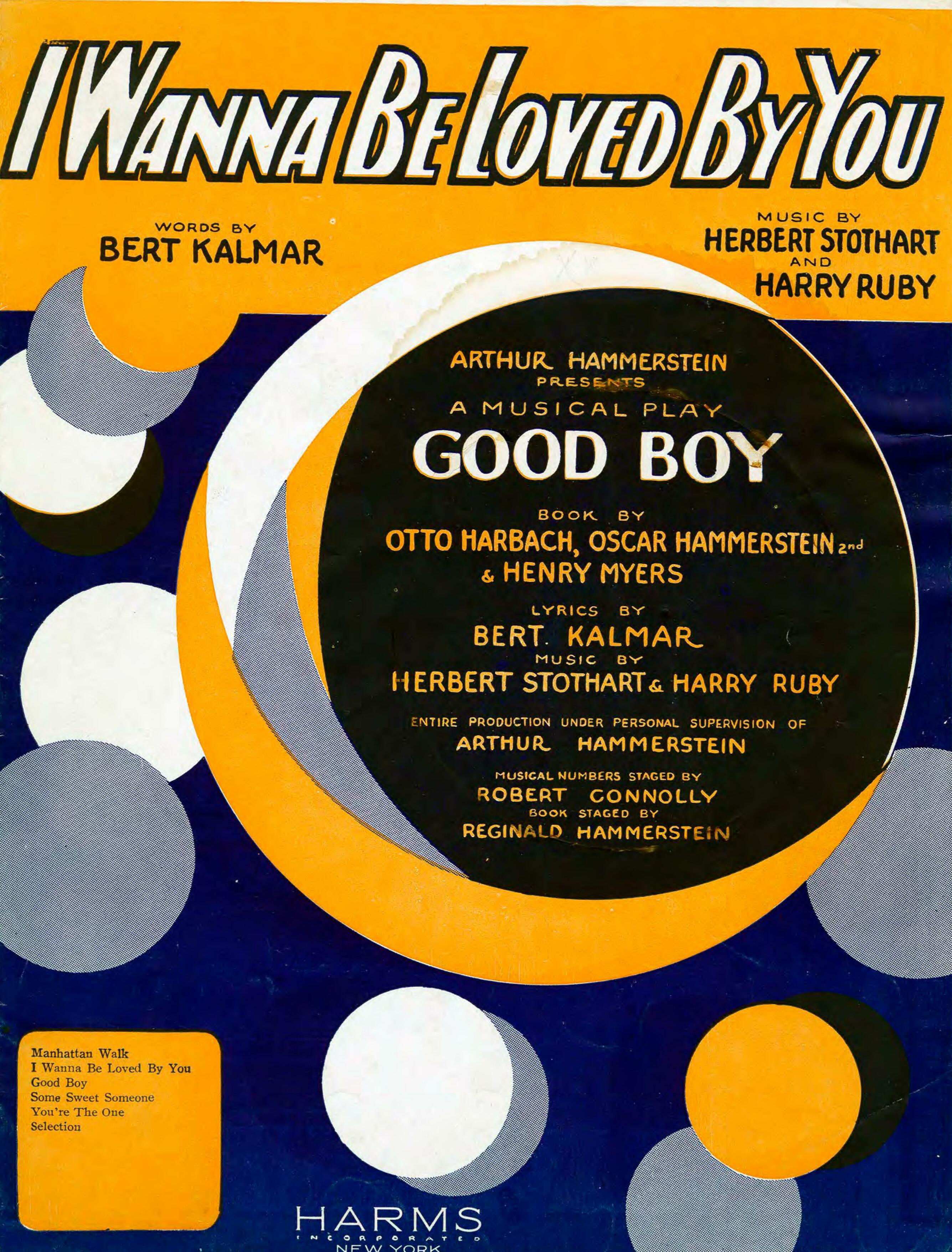
Capa da partitura da canção I wanna be loved by you, publicada em 1928.

"I Wanna Be Loved by You" é uma canção composta por Herbert Stothart e Harry Ruby, com letras de Bert Kalmar, para o musical de 1928 "Good Boy".
A canção foi cantada pela primeira vez em 1928 por Helen Kane, que ficou conhecida como  'Boop-Boop-a-Doop Girl'.
Foi cantada, também em um filme animado da personagem Betty Boop, O Romance de Betty Boop, nos anos 80.
"I Wanna Be Loved by You" foi regravada por artistas como Jack Lemmon, Frank Sinatra, Rhonda Towns, Rose Murphy, Tina Louise, Verka Serduchka, Patricia Kaas, Sinéad O'Connor, Annette Hanshaw, Shiina Ringo e Lorraine Allan. 
E uma das mais famosas performances da atriz Marilyn Monroe foi desta canção, no filme "Some Like It Hot".